# El mundo del arte
«El mundo del arte» (en inglés: World of Art; inicialmente titulada The World of Art Library, tdl. ‘La biblioteca del mundo del arte’) es una colección publicada por la editorial británica Thames & Hudson desde 1958, se compone de libros de bolsillo que suelen rondar las 200 páginas, pero con muchas ilustraciones. Se han publicado más de 300 títulos en total.
A partir de los años 1960, la editorial mexicana Hermes comenzó a traducir libros de «World of Art». En España, entró en circulación a través de la editorial barcelonesa Ediciones Destino en 1991, se han publicado 71 títulos hasta 2002.

## Visión general
La colección «El mundo del arte» trata todos los temas relacionados con las artes, pero principalmente la historia del arte, que van desde el arte rupestre prehistórico hasta el arte contemporáneo, desde el arte greco-romano y vikingo hasta el arte centroasiático y japonés, desde el arte académico hasta el arte marginal.
Inicialmente, la colección se tituló «The World of Art Library» y se publicó con fondos negros en la contracubierta y el lomo, el anverso generalmente tomado por una imagen grande en color. En 2020, las cubiertas han sido rediseñadas por el estudio de diseño holandés Kummer & Herrman, ahora utilizando el blanco como fondo. El diseño se inspiró en la proporción áurea.

## Lista de libros publicados

### Editorial Hermes
| Título español           | Título inglés                                         | Autor                | Año de publicación |
| ------------------------ | ----------------------------------------------------- | -------------------- | ------------------ |
| El primer arte medieval  | Early Medieval Art: Carolingian, Ottonian, Romanesque | John Beckwith        | 1965               |
| La pintura moderna       | A Concise History of Modern Painting                  | Herbert Read         | 1965               |
| La escultura moderna     | A Concise History of Modern Sculpture                 | Herbert Read         | 1966               |
| El arte del Renacimiento | The Art of the Renaissance                            | Peter y Linda Murray | 1966               |
| El arte islámico         | Islamic Art                                           | David Talbot Rice    | 1967               |

### Ediciones Destino
| N.º  | Título español                                       | Título inglés                                                     | Autor                  | Año de publicación |
| ---- | ---------------------------------------------------- | ----------------------------------------------------------------- | ---------------------- | ------------------ |
| 1    | Miró                                                 | Miró                                                              | Roland Penrose         | 1991               |
| 2    | El impresionismo                                     | Impressionism                                                     | Phoebe Pool            | 1991               |
| 3    | La Bauhaus                                           | Bauhaus                                                           | Frank Whitford         | 1991               |
| 4    | El arte griego                                       | Greek Art                                                         | John Boardman          | 1991               |
| 5    | Movimientos artísticos desde 1945                    | Movements in Art since 1945                                       | Edward Lucie-Smith     | 1991               |
| 6    | El arte chino                                        | Chinese Art                                                       | Mary Tregear           | 1991               |
| 7    | El arte del Renacimiento                             | The Art of the Renaissance                                        | Peter y Linda Murray   | 1991               |
| 8    | El arte simbolista                                   | Symbolist Art                                                     | Edward Lucie-Smith     | 1991               |
| 9    | Miguel Ángel                                         | Michelangelo                                                      | Linda Murray           | 1992               |
| 10   | El arte del tantra                                   | The Art of Tantra                                                 | Philip Rawson          | 1992               |
| 11   | Barroco y rococó                                     | Baroque and Rococo                                                | Germain Bazin          | 1992               |
| 12   | De Giotto a Cézanne                                  | A Concise History of Painting: From Giotto to Cézanne             | Michael Levey          | 1992               |
| 13   | La sexualidad en el arte occidental                  | Sexuality in Western Art                                          | Edward Lucie-Smith     | 1992               |
| 14   | Rembrandt                                            | Rembrandt                                                         | Christopher White      | 1992               |
| 15   | Los orígenes de la arquitectura y el diseño modernos | The Sources of Modern Architecture and Design                     | Nikolaus Pevsner       | 1992               |
| 16   | Van Gogh                                             | Van Gogh                                                          | Melissa McQuillan      | 1992               |
| 17   | Mujer, arte y sociedad                               | Women, Art, and Society                                           | Whitney Chadwick       | 1992               |
| 18   | Arte egipcio                                         | Egyptian Art                                                      | Cyril Aldred           | 1993               |
| 19   | El pop art                                           | Pop Art                                                           | Lucy R. Lippard        | 1993               |
| 20   | Klimt                                                | Klimt                                                             | Frank Whitford         | 1993               |
| 21   | La ópera                                             | A Concise History of Opera                                        | Leslie Orrey           | 1993               |
| 22   | Los prerrafaelitas                                   | The Pre-Raphaelites                                               | Timothy Hilton         | 1993               |
| 23   | El Bosco                                             | Hieronymus Bosch                                                  | Walter S. Gibson       | 1993               |
| 24   | El diseño desde 1945                                 | Design since 1945                                                 | Peter Dormer           | 1993               |
| 25   | La escultura moderna                                 | A Concise History of Modern Sculpture                             | Herbert Read           | 1994               |
| 26   | Diccionario del arte y los artistas                  | Dictionary of Art and Artists                                     | Herbert Read           | 1994               |
| 27   | La arquitectura occidental                           | A Concise History of Western Architecture                         | Robert Furneaux Jordan | 1994               |
| 28   | El arte gótico                                       | Gothic Art                                                        | Andrew Martindale      | 1994               |
| 29   | Edvard Munch                                         | Edvard Munch                                                      | J. P. Hodin            | 1995               |
| 30   | Arte latinoamericano del siglo XX                    | Latin American Art of the 20th Century                            | Edward Lucie-Smith     | 1995               |
| 31   | El art déco                                          | Art Deco                                                          | Alastair Duncan        | 1995               |
| 32   | El arte de la Alta Edad Media                        | Early Medieval Art                                                | John Beckwith          | 1995               |
| 33   | Romanticismo y arte                                  | Romanticism and Art                                               | William Vaughan        | 1995               |
| 34   | El art nouveau                                       | Art Nouveau                                                       | Alastair Duncan        | 1995               |
| 35   | El diseño de interiores en el siglo XX               | Interior Design since 1900                                        | Anne Massey            | 1995               |
| 36   | El Alto Renacimiento y el manierismo                 | The High Renaissance and Mannerism                                | Linda Murray           | 1995               |
| 37   | El arte y la arquitectura de Roma                    | Roman Art and Architecture                                        | Mortimer Wheeler       | 1996               |
| 38   | Performance Art                                      | Performance Art: From Futurism to the Present                     | RoseLee Goldberg       | 1996               |
| 39   | El arte abstracto                                    | Abstract Art                                                      | Anna Moszynska         | 1996               |
| 40   | El postimpresionismo                                 | Post-Impressionism                                                | Bernard Denvir         | 2001               |
| 41   | Diccionario de términos artísticos                   | Dictionary of Art Terms                                           | Edward Lucie-Smith     | 1997               |
| 42   | Los expresionistas                                   | The Expressionists                                                | Wolf-Dieter Dube       | 1997               |
| 43   | El arte aborigen                                     | Aboriginal Art                                                    | Wally Caruana          | 1997               |
| 44   | Picasso                                              | Picasso                                                           | Timothy Hilton         | 1997               |
| 45   | Historia del cine                                    | History of Film                                                   | David Parkinson        | 1998               |
| 46   | Arte y cultura negros en el siglo XX                 | Black Art and Culture in the 20th Century                         | Richard J. Powell      | 1998               |
| 47   | Música clásica                                       | Classical Music: A Concise History from Gluck to Beethoven        | Julian Rushton         | 1998               |
| 48   | Breve historia del mueble                            | Furniture: A Concise History                                      | Edward Lucie-Smith     | 1998               |
| 49   | Del rococó a la revolución                           | Rococo to Revolution: Major Trends in Eighteenth-Century Painting | Michael Levey          | 1998               |
| 50   | Las artes en España                                  | The Arts in Spain                                                 | John F. Moffitt        | 1999               |
| 51   | La fotografía                                        | Photography: A Concise History                                    | Ian Jeffrey            | 1999               |
| 52   | La escultura barroca en Italia                       | Italian Baroque Sculpture                                         | Bruce Boucher          | 1999               |
| 53   | El arte de Mesoamérica                               | The Art of Mesoamerica: From Olmec to Aztec                       | Mary Ellen Miller      | 1999               |
| 54   | Escultura griega                                     | Greek Sculpture: The Classical Period                             | John Boardman          | 1999               |
| 55   | Diccionario de la moda y los diseñadores             | Dictionary of Fashion and Fashion Designers                       | Georgina O'Hara Callan | 1999               |
| 56   | Arte africano                                        | African Art                                                       | Frank Willett          | 2000               |
| 57   | Jazz                                                 | Jazz                                                              | Mervyn Cooke           | 2000               |
| 58   | El arte de la época bizantina                        | Art of the Byzantine Era                                          | David Talbot Rice      | 2000               |
| 59   | Arte islámico                                        | Islamic Art                                                       | David Talbot Rice      | 2000               |
| 60   | Conceptos del arte moderno                           | Concepts of Modern Art: From Fauvism to Postmodernism             | Nikos Stangos          | 2000               |
| 61   | Arte japonés                                         | Japanese Art                                                      | Joan Stanley-Baker     | 2000               |
| 62   | El diseño gráfico                                    | Graphic Design: A Concise History                                 | Richard Hollis         | 2000               |
| 63   | El realismo en la pintura del siglo XX               | Realism in 20th Century Painting                                  | Brendan Prendeville    | 2001               |
| 64   | Arte y mito en la antigua Grecia                     | Art and Myth in Ancient Greece                                    | Thomas H. Carpenter    | 2001               |
| 65   | El impresionismo: Orígenes, prácticas y acogida      | Impressionism: Origins, Practice, Reception                       | Belinda Thomson        | 2001               |
| 66   | Música romántica                                     | Romantic Music: A Concise History from Schubert to Sibelius       | Arnold Whittall        | 2001               |
| 67   | Escultura griega: El período clásico tardío          | Greek Sculpture: The Late Classical Period                        | John Boardman          | 2001               |
| 68   | El expresionismo abstracto                           | Abstract Expressionism                                            | David Anfam            | 2002               |
| 69   | Nuevas expresiones artísticas a finales del siglo XX | New Media in Late 20th-Century Art                                | Michael Rush           | 2002               |
| 70   | Outsider Art: Alternativas Espontáneas               | Outsider Art: Spontaneous Alternatives                            | Colin Rhodes           | 2002               |
| ¿71? | El arte etrusco                                      | Etruscan Art                                                      | Nigel Spivey           | 2002               |